# Marc Restellini
Marc Restellini, né le 24 juin 1964 à Saint-Omer (Pas-de-Calais), est un historien de l'art, spécialiste et expert de Modigliani et directeur de musée français. Il est le fondateur de la Pinacothèque de Paris.

## Biographie
Marc Restellini est le petit-fils du peintre Isaac Antcher. Étudiant, il obtient une licence d’histoire puis un DEA d’histoire de l’art à La Sorbonne. Quelques années plus tard, il est chargé d'un cours sur "l’École de Paris" à l’INALCO (Institut National des Langues et Civilisations Orientales) et responsable du Centre de Recherche interdisciplinaire d’Art et d’archéologie de Paris 1 - Panthéon-Sorbonne. 
Au début des années 1990, il organise l’exposition inaugurale du musée Tōbu au Japon où il sera commissaire de plusieurs expositions. À cette occasion, il associe une sélection des chefs-d’œuvre de Modigliani, un artiste qu'il a étudié durant ses études. 
À la direction artistique du Musée du Luxembourg (Sénat) au début des années 2000, il crée plusieurs expositions (rétrospective de Raphaël en 2001, celle de Modigliani en 2002).  

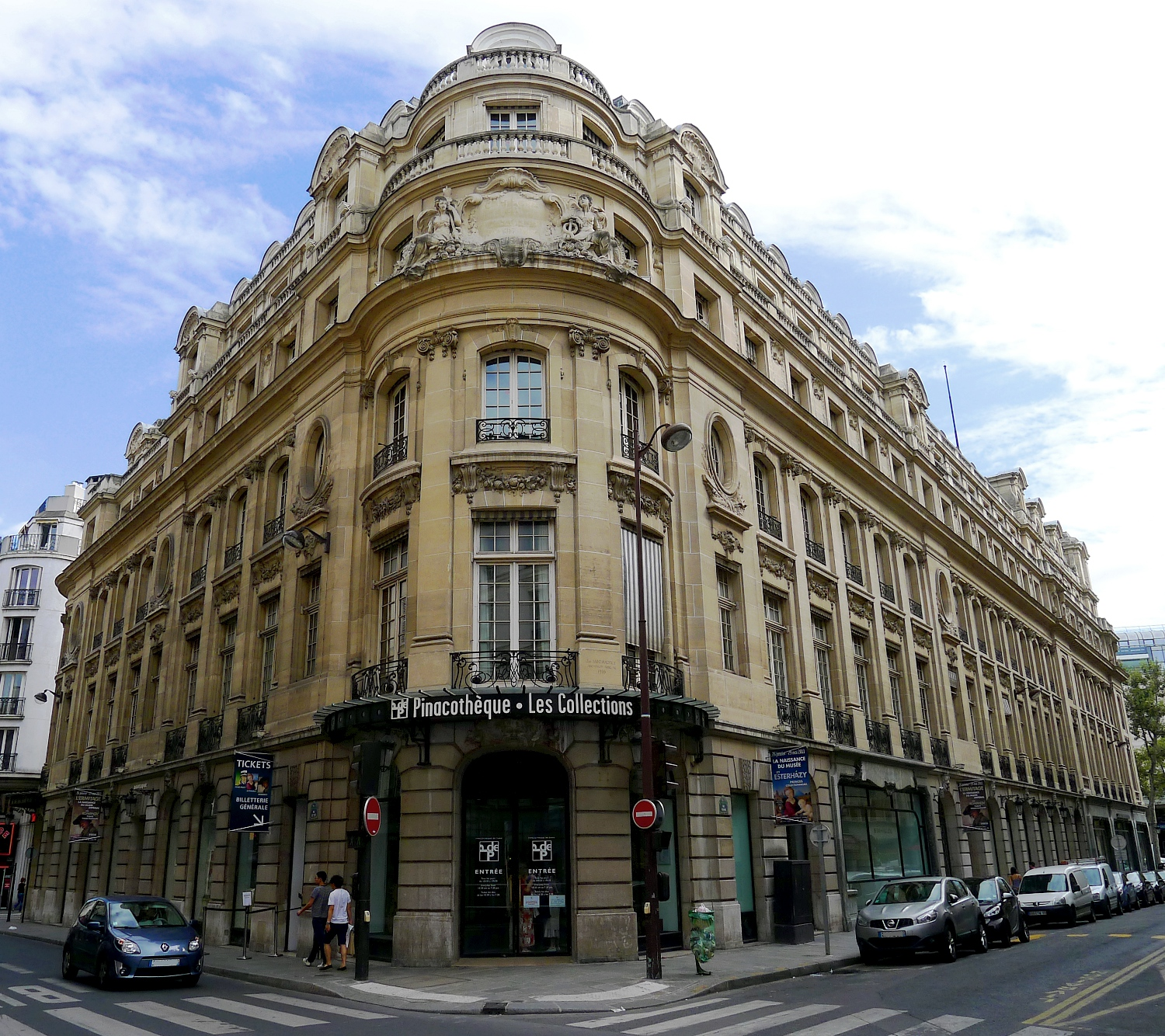
Pinacothèque de Paris, entrée des Collections

Marc Restellini fonde ensuite son propre musée sur la place de la Madeleine, la Pinacothèque de Paris, en 2003 et met en place des expositions dont il assure la direction,. En 2015, la fréquentation du musée baisse considérablement. En septembre 2017, le magazine Challenges révèle une enquête préliminaire ouverte par le Parquet de Paris pour blanchiment de fraude fiscale et abus de biens sociaux, à la suite d'un signalement de Tracfin. 
À la même époque, le second musée de Restellini à Singapour fait faillite. La version singapourienne de la Pinacothèque de Paris a fermé en avril 2016 moins d'un an après son ouverture. La situation de cette entreprise était mauvaise: le musée a été confronté à de nombreuses poursuites judiciaires pour environ de 900 000 dollars. Le projet de Singapour a été promu par un marchand d'art suisse et créateur de ports francs, Yves Bouvier. 

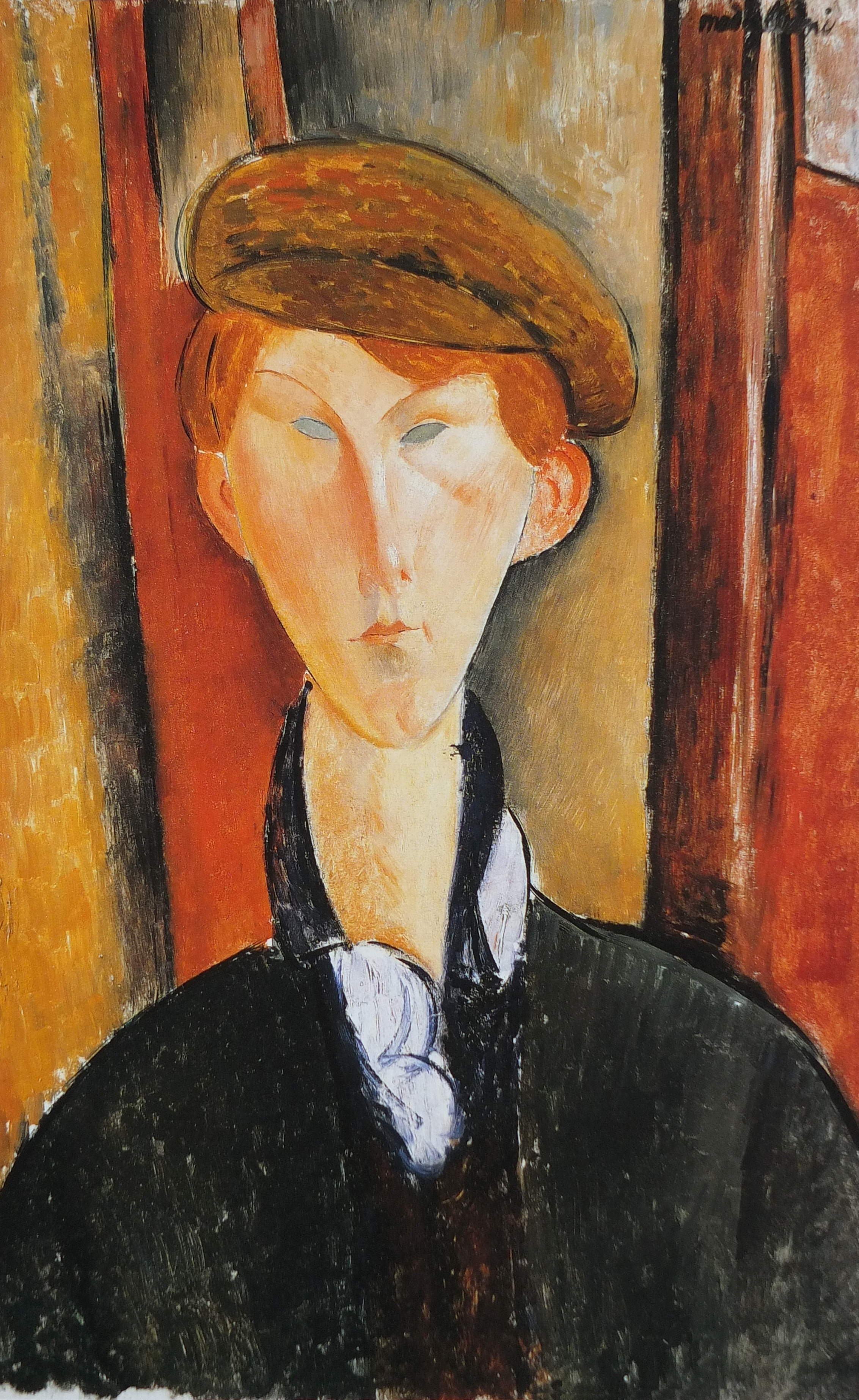
Modigliani, Jeune homme à la casquette, 1919

Reconnu comme l'un des plus grands spécialistes du peintre Amedeo Modigliani,, Restellini entreprend depuis 1997 d’élaborer le catalogue définitif de l’artiste, d’abord sous la houlette du Wildenstein Institute, piloté par Guy, marchand d’art controversé poursuivi pour fraude fiscale, puis depuis 2005 par l'Institut Restellini qu'il a développé,.  Ce catalogue raisonné se base sur 600 dossiers scientifiques et des analyses systématiques pour chaque œuvre.

## Principales expositions
- 1989 : commissaire de l'exposition Portraits et Paysages chez Zborowski à la Mairie du 6e arrondissement de Paris. On y retrouve des œuvres de Modigliani, Soutine, Antcher...
- 1991 : commissaire de l'exposition Flaure au Musée du Luxembourg.
- 1992 : commissaire général d'une rétrospective consacrée à Modigliani pour le Musée Tobu de Tokyo
- 1993 : rétrospective Renoir pour le groupe de presse Mainichi au Musée Tobu et au Musée principal d'Osaka. La même année, il est commissaire général de Modigliani et ses amis, exposition itinérante au Japon.
- 1994 : exposition sur le marchand Zborowski à la Fondation de l'Hermitage de Lausanne (Suisse) puis à Florence (Palazzo Vecchio).
- 1997 : rétrospective Georges Rouault au Musée d'Art moderne de Lugano en Suisse.
- 1998 : Musée national de Colombie à Bogotá, chargé de l'exposition pour le centenaire d'Eugène Boudin.
- 1999 : Exposition itinérante des Chefs-d’œuvre de la collection du Docteur Rau au Japon, aux États-Unis et en Europe.
- 2002-2003 : Modigliani, l'ange au visage grave, Musée du Luxembourg de Paris puis au Palazzo Reale de Milan, Italie.
- De 2003 à 2016 : l'ensemble des expositions de La Pinacothèque de Paris parmi lesquelles :
  - Picasso intime
  - Pollock et le Chamanisme
  - Van Gogh, Rêves de Japon - Hiroshige, l'Art du Voyage
  - Les Soldats de l'Éternité - L'armée de Xi'An
  - Edvard Munch ou l'« Anti-Cri »
  - Georges Rouault, les chefs-d'œuvre de la collection Idemitsu
  - L'Or des Incas, Origines et mystères
  - Chu Teh-Chun, Les Chemins de l'Abstraction
  - Au temps de Klimt, la Sécession à Vienne
- 2017 : Commissaire de l'exposition Modigliani, Soutine et autres légendes de Montparnasse au Musée Fabergé de Saint-Pétersbourg (Russie)
- 2020 : Commissaire de l'exposition Modigliani - Picasso : la Révolution primitiviste[15] à l'Albertina de Vienne (Autriche)

## Publications
- « Modigliani, ses mécènes, ses marchands, ses collectionneurs » in Catalogue de l’exposition Modigliani au Japon, 1992-93, p. 46-51
- « Zborowski, marchand et poète », L’Œil, juillet-août 1994, p. 52-59
- « Zborowski, le marchand-poète », p. 9-16 et « La carrière d’un nouvel artiste dans un nouveau monde de l’art (de Paul Alexandre à Léopold Zborowski) », in Catalogue de l’exposition Les Peintres de Zborowski, Modigliani, Utrillo, Soutine et leurs amis, Lausanne, Fondation de l’Hermitage, 24 juin-23 octobre 1994, p. 21-32
- « Zborowski, il mercante-poeta », p. 19-26 et « La carriera di un nuovo artista in un nuovo mondo dell’arte, da Paul Alexandre a Léopold Zborowski », in Catalogue de l’exposition Modigliani, Soutine, Utrillo e i pittori di Zborowski, Florence, Palazzo Vecchio, 19 novembre 1994-5 mars 1995, p. 31-41
- « Il clima artistico di Parigi tra il 1910 e il 1925. Modigliani nel cuore degli anni folli », in Catalogue de l’exposition Amedeo Modigliani, Lugano (Suisse), 28 mars-27 juin 1999, p. 55-86
- « L’Ange au visage grave : entre résurrection d’une œuvre et questions d’authenticité », « Modigliani : artiste d’avant-garde ou peintre “schizophrène” ? », « Paul Alexandre et l’aventure de la rue du Delta », « Modigliani et Paul Guillaume » et « Le cas Zborowski » in Catalogue de l’exposition Modigliani, l’Ange au visage grave, Paris, Musée du Luxembourg, 23 octobre 2002-2 mars 2003
- Francis Berthier et Marc Restellini, « Les grands collectionneurs de Modigliani en 1920 », in Catalogue de l’exposition Modigliani, l’Ange au visage grave, Paris, Musée du Luxembourg, 23 octobre 2002-2 mars 2003, p. 409-416
- Le Silence éternel : Modigliani - Hébuterne 1916-1919 suivi du Catalogue raisonné de l'œuvre peint et dessiné de Jeanne Hébuterne, Pinacothèque de Paris, 2008
- « What is about Modigliani », in IFAR Journal vol. 19 n°1 & 2, 2018, p. 42-47